# Alba (California)
Alba es un área no incorporada ubicada en el condado de San Joaquín en el estado estadounidense de California.

## Geografía
Alba se encuentra ubicada en las coordenadas 37°47′53″N 121°2′23″O / 37.79806, -121.03972.